# Szatmár
Pour la ville de Sathmar, voir Satu Mare.
Le comitat de Szatmár (Szatmár vármegye en hongrois, comitatul Satu-Mare (ou Sătmar) en roumain, komitat Sathmar en allemand, comitatus Szatmariensis en latin) est un ancien comitat de Hongrie, au sein de l'Autriche-Hongrie.

## Géographie
Il avait pour chef-lieu la ville de Carei (Nagykároly en hongrois) et pour limites le comitat de Szabolcs à l'ouest, le comitat de Bereg au nord, le comitat d'Ugocsa au nord-est, le comitat de Máramoros à l'est, le comitat de Szolnok-Doboka au sud-est, le comitat de Szilágy au sud et le comitat de Bihar au sud-ouest.
Situé au sud de la Tisza, il était arrosé par le Someș/Szamos. Sa superficie était de 6 287 km2 en 1910.

## Subdivisons
| \| Debrecen Nyíregyháza Moukatcheve Oujhorod Košice Oradea Carei Zalău Satu Mare Baia Mare Bistrița Hajdú-Bihar Szabolcs-Szatmár-Bereg Județ de Satu Mare Județ de Maramureș Oblast de Transcarpatie Hongrie Roumanie Slovaquie Ukraine Vârful Măgura Priei Hoverla \| L'ancien comitat de Szatmár (jusqu'en 1918 et de 1940 à 1945) dans la Hongrie et Roumanie contemporaines. |
| Debrecen Nyíregyháza Moukatcheve Oujhorod Košice Oradea Carei Zalău Satu Mare Baia Mare Bistrița Hajdú-Bihar Szabolcs-Szatmár-Bereg Județ de Satu Mare Județ de Maramureș Oblast de Transcarpatie Hongrie Roumanie Slovaquie Ukraine Vârful Măgura Priei Hoverla |

Le comitat de Szatmár était formé par le comitat de Szatmár lui-même (6 104 km2) et par le comitat urbain (törvényhatósági jogú város) de Szatmánémeti (183 km2). Il était composé de dix districts ruraux (járás) et de trois districts urbains (rendezett tanácsú város).
| District      | Chef-lieu     |
| ------------- | ------------- |
| Nagykároly    | Nagykároly    |
| Szatmárnémeti | Szatmárnémeti |
| Csenger       | Csenger       |
| Fehérgyarmat  | Fehérgyarmat  |
| Mátészalka    | Mátészalka    |
| Szinérváralja | Szinérváralja |
| Nagybánya     | Nagybánya     |
| Nagysomkút    | Nagysomcút    |
| Erdőd         | Erdőd         |

| District   | Chef-lieu  |
| ---------- | ---------- |
| Nagykároly | Nagykároly |
| Nagybánya  | Nagybánya  |
| Felsőbánya | Felsőbánya |

| Comitat       | chef-lieu     |
| ------------- | ------------- |
| Szatmárnémeti | Szatmárnémeti |

## Démographie
En 1900, le comitat comptait 366 356 habitants dont 235 015 Hongrois (64,15 %), 118 770 Roumains (32,42 %) et 11 763 Allemands (3,21 %).
En 1910, le comitat comptait 395 891 habitants dont 268 385 Hongrois (67,79 %), 119 760 Roumains (30,25 %) et 6 670 Allemands (1,68 %).

## Histoire
Lors de la partition de la Hongrie au XVIe siècle, le territoire du comitat fut disputé entre les ottomans musulmans venant du sud, les Habsbourg catholiques venant de l'ouest et les transylvains venant de l'est (royaume de Hongrie orientale, à majorité protestante). Les Habsbourg sont finalement vainqueurs en 1699 et l'empereur Charles III d'Autriche le rétablit en 1711 sous le nom de Sathmar Bezirk. Ses limites sont modifiées et simplifiées lors du compromis austro-hongrois de 1867 qui réunifie la Hongrie au sein de l'Autriche-Hongrie.
En décembre 1918, lors de la dislocation de l'Autriche-Hongrie et de la république démocratique hongroise, les deux tiers du comitat furent intégrés à la Roumanie, tandis le tiers nord-ouest resté en Hongrie forma, avec des parties des anciens comitats de Bereg et d'Ugocsa, le nouveau comitat de Szatmár-Ugocsa-Bereg (chef-lieu de l'époque : Mátészalka), ce qui fut confirmé par le traité de Trianon en 1920 : la partie roumaine devient alors le județ de Satu Mare. Le village de Nagypalád (Велика Паладь en ukrainien) fut intégré en 1921 à la province de Ruthénie subcarpathique en Tchécoslovaquie, c'est pourquoi il est aujourd'hui situé en Ukraine, dans l'oblast de Transcarpatie.
De 1940 à 1944, au deuxième arbitrage de Vienne, le territoire du comitat est rendu à la Hongrie qui le reconstitue dans ses limites d'avant 1918. Fin 1944, les frontières du traité de Trianon sont rétablies, ce qui a été officialisé par le traité de paix de Paris en 1947.
En 1950, le județ de Satu Mare est supprimé au profit des régions administratives de la République populaire roumaine. Lors du rétablissement des județe en 1968, il est rétabli, à l'exception de la partie la plus orientale, rattachée au județ de Maramureș.
Après la libération de 1990, côté hongrois, le comitat de Szabolcs-Szatmár prit le nom de Szabolcs-Szatmár-Bereg (chef-lieu : Nyíregyháza). 